# Assemblea della fede
L'Assemblea della fede (in ungherese: Hit Gyülekezete, in inglese: Faith Church) è una comunione di chiese cristiane evangeliche appartenente al movimento neopentecostale ungherese. Fondata da Sándor Németh nel 1979, ha come principale riferimento la comunità di Budapest, che è la più numerosa del Paese.

## Storia
L'Assemblea fu fondata nel 1979 a Budaörs da cinque fedeli dei gruppi carismatici cattolici, fra i quali vi erano Sándor Németh e sua moglie Judit.. Il gruppo iniziale fu profondamente influenzato dall'insegnamento del predicatore evangelico americano Derek Prince. Perseguitati dal regime comunista, si avvicinarono ai dissidenti del partito di governo e, nel 1988, parteciparono alla fondazione dell'Alleanza dei Liberi Democratici (in ungherese, SzDSz).

La comunità era qualificata nel mondo protestante come una Megachurch che superava il limite minimo di una numerosità di 2.000 membri, e quindi soddisfaceva anche il requisito minimo dei 1.000 fedeli, imposto dalla Legge sulla libertà di coscienza e lo status giuridico delle chiese del 1990. 

Mentre Péter Hack, noto esponente dell'Assemblea, era il vicepresidente del gruppo parlamentare SzDSz, ottenne lo status giuridico di Chiesa da parte dello Stato ungherese.

Negli anni '90, la comunità di Budapest ospitò un ciclo di raduni, in concomitanza con quelli delle chiese neo-pentecostali statunitensi. Nel '98, l'Assemblea aprì il suo centro Hit Csarnok ("Dimora della fede", Hall of faith), nella capitale. Nello stesso anno, una crisi interna scosse il movimento e alcuni membri, in disaccordo con le pratiche di Sándor Németh, fuoriescono per fondare l'Assemblea autonoma di Budapest (in ungherese: Budapesti Autonóm Gyülekezet).

Viktor Orbán promosse un'inchiesta politico-fiscale nei confronti della prima comunità creatasi dopo il patto Stato-Chiesa del 1990. Németh rispose con una campagna mediatica, nell'ambito della quale lanciò il settimanale Hetek e, nel 2001, acquisì il controllo azionario del canale televisivo via cavo ATV, che utilizzò per aumentare la sua visibilità tramite il programma settimanale Vidám Vasárnap ("Buona domenica"). 
Nel 2008, la Casa della Fede di Budapest ospitava 30.000 fedeli in un edificio progettato per 5.000 posti..

Allontanatasi gradualmente dal partito SzDSz, nel 2011 l'Assemblea dei Fedeli fu inserita per ultima nell'elenco delle 14 confessioni religiose, ottenendo il pieno riconoscimento pubblico con i relativi benefici economici. 

Con un contributo dell'1% sul reddito imponibile destinabile ad un'organizzazione non governativa della società civile, l'Assemblea della Fede era la quarta organizzazione maggiormente supportata dallo Stato, pur non essendo la questa confessione per numero di fedeli.
Nel 2016, la denominazione aveva più di 300 chiese e di 70.000 membri..